# Tremarctinae
Trémarctinés
Sous-famille
Les Trémarctinés (Tremarctinae) sont la sous-famille d'ours incluant l'actuelle espèce sud-américaine de l'Ours à lunettes (Tremarctos ornatus) et d'autres genres fossiles comme les Ours à face courte († Arctodus et † Arctotherium). On pense que l'ancêtre commun de cette branche d'ours est originaire de l'est de l'Amérique du Nord et que ses descendants ont ensuite envahi l'Amérique du Sud lors du grand échange faunique interaméricain.

## Systématique
Traditionnellement les relations internes entre les Trémarctinés plaçaient Plionarctos et Tremarctos comme genres basaux par rapport à un clade d'ours à face courte formé par Arctodus et Arctotherium,. Une étude des affinités des ours du genre Arctotherium indique qu'ils étaient plus étroitement liés à l'Ours à lunettes qu'à Arctodus, impliquant une convergence évolutive de grande taille dans les deux lignées.

### Classification

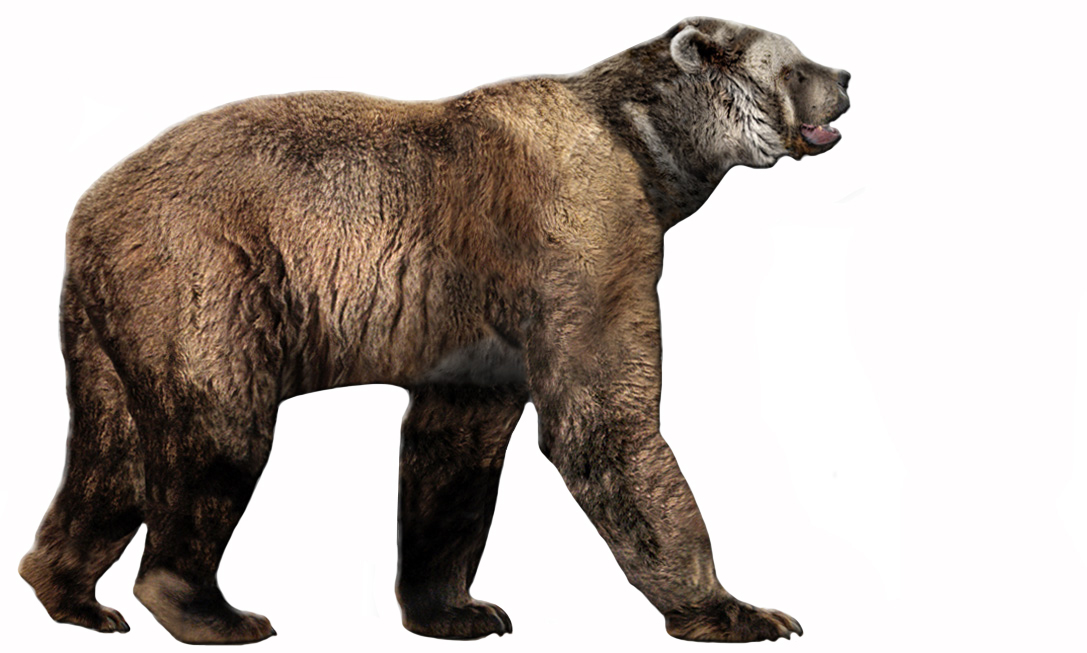
Arctodus simus, espèce éteinte.

Liste des genres selon Mitchell et al. (2016) :
- † Arctodus Leidy, 1854  -  Ours à face courte nord-américain
- † Arctotherium Bravard, 1857  -  Ours à face courte géants d'Amérique du Sud
- † Plionarctos Frick, 1926
- Tremarctos Gervais, 1855  avec l'actuel Ours à lunettes

Certaines espèces du sous-genre †  Arctotherium (Pararctotherium) sont parfois placées à part dans le genre † Pararctotherium Ameghino, 1904.

## Phylogénie
Phylogénie des espèces actuelles d'ours, d'après Yu et al. (2007) et Nyakatura et al. (2012) :
|  | Ursus arctos (l'Ours brun)     |
|  |                                |
|  | Ursus maritimus (l'Ours blanc) |
|  |                                |

|  | Helarctos malayanus (l'Ours malais)                                                                   |
|  | |
|  | \| \| Ursus americanus (l'Ours noir) \| \| \| \| \| \| Ursus thibetanus (l'Ours du Tibet) \| \| \| \| |
|  | |
|  | Ursus americanus (l'Ours noir)                                                                        |
|  | |
|  | Ursus thibetanus (l'Ours du Tibet)                                                                    |
|  | |

|  | Ursus americanus (l'Ours noir)     |
|  |                                    |
|  | Ursus thibetanus (l'Ours du Tibet) |
|  |                                    |

|  | Ursus arctos (l'Ours brun)     |
|  |                                |
|  | Ursus maritimus (l'Ours blanc) |
|  |                                |

|  | Helarctos malayanus (l'Ours malais)                                                                   |
|  | |
|  | \| \| Ursus americanus (l'Ours noir) \| \| \| \| \| \| Ursus thibetanus (l'Ours du Tibet) \| \| \| \| |
|  | |
|  | Ursus americanus (l'Ours noir)                                                                        |
|  | |
|  | Ursus thibetanus (l'Ours du Tibet)                                                                    |
|  | |

|  | Ursus americanus (l'Ours noir)     |
|  |                                    |
|  | Ursus thibetanus (l'Ours du Tibet) |
|  |                                    |

|  | Ursus arctos (l'Ours brun)     |
|  |                                |
|  | Ursus maritimus (l'Ours blanc) |
|  |                                |

|  | Helarctos malayanus (l'Ours malais)                                                                   |
|  | |
|  | \| \| Ursus americanus (l'Ours noir) \| \| \| \| \| \| Ursus thibetanus (l'Ours du Tibet) \| \| \| \| |
|  | |
|  | Ursus americanus (l'Ours noir)                                                                        |
|  | |
|  | Ursus thibetanus (l'Ours du Tibet)                                                                    |
|  | |

|  | Ursus americanus (l'Ours noir)     |
|  |                                    |
|  | Ursus thibetanus (l'Ours du Tibet) |
|  |                                    |

|  | Ursus arctos (l'Ours brun)     |
|  |                                |
|  | Ursus maritimus (l'Ours blanc) |
|  |                                |

|  | Helarctos malayanus (l'Ours malais)                                                                   |
|  | |
|  | \| \| Ursus americanus (l'Ours noir) \| \| \| \| \| \| Ursus thibetanus (l'Ours du Tibet) \| \| \| \| |
|  | |
|  | Ursus americanus (l'Ours noir)                                                                        |
|  | |
|  | Ursus thibetanus (l'Ours du Tibet)                                                                    |
|  | |

|  | Ursus americanus (l'Ours noir)     |
|  |                                    |
|  | Ursus thibetanus (l'Ours du Tibet) |
|  |                                    |

|  | Ursus arctos (l'Ours brun)     |
|  |                                |
|  | Ursus maritimus (l'Ours blanc) |
|  |                                |

|  | Helarctos malayanus (l'Ours malais)                                                                   |
|  | |
|  | \| \| Ursus americanus (l'Ours noir) \| \| \| \| \| \| Ursus thibetanus (l'Ours du Tibet) \| \| \| \| |
|  | |
|  | Ursus americanus (l'Ours noir)                                                                        |
|  | |
|  | Ursus thibetanus (l'Ours du Tibet)                                                                    |
|  | |

|  | Ursus americanus (l'Ours noir)     |
|  |                                    |
|  | Ursus thibetanus (l'Ours du Tibet) |
|  |                                    |

|  | Ursus arctos (l'Ours brun)     |
|  |                                |
|  | Ursus maritimus (l'Ours blanc) |
|  |                                |

|  | Helarctos malayanus (l'Ours malais)                                                                   |
|  | |
|  | \| \| Ursus americanus (l'Ours noir) \| \| \| \| \| \| Ursus thibetanus (l'Ours du Tibet) \| \| \| \| |
|  | |
|  | Ursus americanus (l'Ours noir)                                                                        |
|  | |
|  | Ursus thibetanus (l'Ours du Tibet)                                                                    |
|  | |

|  | Ursus americanus (l'Ours noir)     |
|  |                                    |
|  | Ursus thibetanus (l'Ours du Tibet) |
|  |                                    |

|  | Ursus arctos (l'Ours brun)     |
|  |                                |
|  | Ursus maritimus (l'Ours blanc) |
|  |                                |

|  | Helarctos malayanus (l'Ours malais)                                                                   |
|  | |
|  | \| \| Ursus americanus (l'Ours noir) \| \| \| \| \| \| Ursus thibetanus (l'Ours du Tibet) \| \| \| \| |
|  | |
|  | Ursus americanus (l'Ours noir)                                                                        |
|  | |
|  | Ursus thibetanus (l'Ours du Tibet)                                                                    |
|  | |

|  | Ursus americanus (l'Ours noir)     |
|  |                                    |
|  | Ursus thibetanus (l'Ours du Tibet) |
|  |                                    |

|  | Ursus arctos (l'Ours brun)     |
|  |                                |
|  | Ursus maritimus (l'Ours blanc) |
|  |                                |

|  | Helarctos malayanus (l'Ours malais)                                                                   |
|  | |
|  | \| \| Ursus americanus (l'Ours noir) \| \| \| \| \| \| Ursus thibetanus (l'Ours du Tibet) \| \| \| \| |
|  | |
|  | Ursus americanus (l'Ours noir)                                                                        |
|  | |
|  | Ursus thibetanus (l'Ours du Tibet)                                                                    |
|  | |

|  | Ursus americanus (l'Ours noir)     |
|  |                                    |
|  | Ursus thibetanus (l'Ours du Tibet) |
|  |                                    |

|  | Ursus arctos (l'Ours brun)     |
|  |                                |
|  | Ursus maritimus (l'Ours blanc) |
|  |                                |

|  | Helarctos malayanus (l'Ours malais)                                                                   |
|  | |
|  | \| \| Ursus americanus (l'Ours noir) \| \| \| \| \| \| Ursus thibetanus (l'Ours du Tibet) \| \| \| \| |
|  | |
|  | Ursus americanus (l'Ours noir)                                                                        |
|  | |
|  | Ursus thibetanus (l'Ours du Tibet)                                                                    |
|  | |

|  | Ursus americanus (l'Ours noir)     |
|  |                                    |
|  | Ursus thibetanus (l'Ours du Tibet) |
|  |                                    |

|  | Ursus arctos (l'Ours brun)     |
|  |                                |
|  | Ursus maritimus (l'Ours blanc) |
|  |                                |

|  | Helarctos malayanus (l'Ours malais)                                                                   |
|  | |
|  | \| \| Ursus americanus (l'Ours noir) \| \| \| \| \| \| Ursus thibetanus (l'Ours du Tibet) \| \| \| \| |
|  | |
|  | Ursus americanus (l'Ours noir)                                                                        |
|  | |
|  | Ursus thibetanus (l'Ours du Tibet)                                                                    |
|  | |

|  | Ursus americanus (l'Ours noir)     |
|  |                                    |
|  | Ursus thibetanus (l'Ours du Tibet) |
|  |                                    |

|  | Ursus arctos (l'Ours brun)     |
|  |                                |
|  | Ursus maritimus (l'Ours blanc) |
|  |                                |

|  | Helarctos malayanus (l'Ours malais)                                                                   |
|  | |
|  | \| \| Ursus americanus (l'Ours noir) \| \| \| \| \| \| Ursus thibetanus (l'Ours du Tibet) \| \| \| \| |
|  | |
|  | Ursus americanus (l'Ours noir)                                                                        |
|  | |
|  | Ursus thibetanus (l'Ours du Tibet)                                                                    |
|  | |

|  | Ursus americanus (l'Ours noir)     |
|  |                                    |
|  | Ursus thibetanus (l'Ours du Tibet) |
|  |                                    |

|  | Ursus arctos (l'Ours brun)     |
|  |                                |
|  | Ursus maritimus (l'Ours blanc) |
|  |                                |

|  | Helarctos malayanus (l'Ours malais)                                                                   |
|  | |
|  | \| \| Ursus americanus (l'Ours noir) \| \| \| \| \| \| Ursus thibetanus (l'Ours du Tibet) \| \| \| \| |
|  | |
|  | Ursus americanus (l'Ours noir)                                                                        |
|  | |
|  | Ursus thibetanus (l'Ours du Tibet)                                                                    |
|  | |

|  | Ursus americanus (l'Ours noir)     |
|  |                                    |
|  | Ursus thibetanus (l'Ours du Tibet) |
|  |                                    |

|  | Ursus arctos (l'Ours brun)     |
|  |                                |
|  | Ursus maritimus (l'Ours blanc) |
|  |                                |

|  | Helarctos malayanus (l'Ours malais)                                                                   |
|  | |
|  | \| \| Ursus americanus (l'Ours noir) \| \| \| \| \| \| Ursus thibetanus (l'Ours du Tibet) \| \| \| \| |
|  | |
|  | Ursus americanus (l'Ours noir)                                                                        |
|  | |
|  | Ursus thibetanus (l'Ours du Tibet)                                                                    |
|  | |

|  | Ursus americanus (l'Ours noir)     |
|  |                                    |
|  | Ursus thibetanus (l'Ours du Tibet) |
|  |                                    |

|  | Ursus arctos (l'Ours brun)     |
|  |                                |
|  | Ursus maritimus (l'Ours blanc) |
|  |                                |

|  | Helarctos malayanus (l'Ours malais)                                                                   |
|  | |
|  | \| \| Ursus americanus (l'Ours noir) \| \| \| \| \| \| Ursus thibetanus (l'Ours du Tibet) \| \| \| \| |
|  | |
|  | Ursus americanus (l'Ours noir)                                                                        |
|  | |
|  | Ursus thibetanus (l'Ours du Tibet)                                                                    |
|  | |

|  | Ursus americanus (l'Ours noir)     |
|  |                                    |
|  | Ursus thibetanus (l'Ours du Tibet) |
|  |                                    |

|  | Ursus arctos (l'Ours brun)     |
|  |                                |
|  | Ursus maritimus (l'Ours blanc) |
|  |                                |

|  | Helarctos malayanus (l'Ours malais)                                                                   |
|  | |
|  | \| \| Ursus americanus (l'Ours noir) \| \| \| \| \| \| Ursus thibetanus (l'Ours du Tibet) \| \| \| \| |
|  | |
|  | Ursus americanus (l'Ours noir)                                                                        |
|  | |
|  | Ursus thibetanus (l'Ours du Tibet)                                                                    |
|  | |

|  | Ursus americanus (l'Ours noir)     |
|  |                                    |
|  | Ursus thibetanus (l'Ours du Tibet) |
|  |                                    |

|  | Ursus arctos (l'Ours brun)     |
|  |                                |
|  | Ursus maritimus (l'Ours blanc) |
|  |                                |

|  | Helarctos malayanus (l'Ours malais)                                                                   |
|  | |
|  | \| \| Ursus americanus (l'Ours noir) \| \| \| \| \| \| Ursus thibetanus (l'Ours du Tibet) \| \| \| \| |
|  | |
|  | Ursus americanus (l'Ours noir)                                                                        |
|  | |
|  | Ursus thibetanus (l'Ours du Tibet)                                                                    |
|  | |

|  | Ursus americanus (l'Ours noir)     |
|  |                                    |
|  | Ursus thibetanus (l'Ours du Tibet) |
|  |                                    |

## Publication originale
- John C. Merriam and Chester Stock, 1925 : Relationships and structure of the short-faced bear, Arctotherium, from the Pleistocene of California (Lire en ligne).